# Сандыктауский сельский округ
Сандыкта́уский се́льский окру́г (каз. Сандықтау ауылдық округі) — административная единица в составе Сандыктауского района Акмолинской области Республики Казахстан. Административный центр — село Сандыктау.

## География
Сельский округ расположен в северной части района, граничит:
- на северо-востоке и севере с Зерендинским районом,
- на востоке с Белгородским сельским округом,
- на юго-западе с Балкашинским сельским округом,
- на западе с Новоникольским сельским округом.

Через территорию сельского округа проходит около 10 км автодороги областного значения Р-12 (Атбасар — Кокшетау).
Протекает река Жабай.

## История
В 1989 году существовал как Сандыктауский сельсовет (сёла Сандыктау, Петровка, Новоромановка, Сандыктау). 
В 1990-е годы, сёла Петровка и Сандыктау (ныне Лесхоз) вошли в состав Балкашинского сельсовета.

## Население
| Численность населения | Численность населения | Численность населения |
| 1989                  | 1999                  | 2009                  |
| --------------------- | --------------------- | --------------------- |
| 3408                  | ↘2170                 | ↘1953                 |

## Состав
В состав сельского округа входят 2 населённых пунктов.
| № | Населённый пункт | Тип населённого пункта       | Население, 1989 | Население, 1999 | Население, 2009 |
| - | ---------------- | ---------------------------- | --------------- | --------------- | --------------- |
| 1 | Лесхоз           | село (передано)              | 314             | -               | -               |
| 2 | Новоромановка    | село                         | 429             | 371             | 311             |
| 3 | Петровка         | село (передано)              | 708             | -               | -               |
| 4 | Сандыктау        | село, административный центр | 1 957           | 1 799           | 1 642           |